# とよた真帆のDIY日和
とよた真帆のDIY日和は、BS朝日で2020年9月27日と12月20日に特別番組放送、2021年1月8日から9月28日金曜日の18:30～19:00にレギュラー放送されていたDIYの番組。

## 概要
DIYを愛する女優、とよた真帆が自身の別荘を、自らの手でDIY。築40年以上、昭和のキッチンをモダンに大変身させる番組。

## 出演者
【MC】とよた真帆
【DIYの達人】mimacolory（3人組DIYユニット）
【ナレーション】夏子

## BS5局との連動
2021年3月20日（土/春分の日）に14:30 - 16:00放送の民放BS5局リレー特番第2弾『バナナマンのBSはササルTV ズブズブスペシャル!』を放送。
2番手テーマは「アウトドア」。.
総合MC
- バナナマン（設楽統・日村勇紀） - YOUは何しに日本へ Classic、バナナマンのせっかくグルメ!!傑作選

アシスタント
- 笹崎里菜（日本テレビアナウンサー）

他局ゲスト
- 田中ケン - 極上!三ツ星キャンプ Season2
- ちょもか - ソロキャン女子が行く！自転車キャンピングカー旅
- 原田龍二 - 原田龍二の一湯入魂
- 原西孝幸（FUJIWARA） - 原西フィッシング倶楽部！